# ABC-maske
En ABC-maske (også NBC-maske el. CBRN-maske) er en videreudvikling af gasmasken. Den yder en bedre beskyttelse mod specielt radioaktivt støv og biologiske aerosoler.
Masken beskytter kun åndedrættet og ansigtet. For at sikre beskyttelse af kroppen anvendes en ABC-dragt.
| Militær | Spire Denne artikel om militær er en spire som bør udbygges. Du er velkommen til at hjælpe Wikipedia ved at udvide den. |